# Hohenzollernsko

Poloha jednotného Hohenzollernska v roce 1925

Hohenzollernsko (německy Hohenzollern) ze začátku také Zollernsko (Zollern) bylo historické území, které existovalo v jižním Německu v letech 1052–1952, přičemž v letech 1052–1576 bylo rodovým hrabstvím, poté bylo rozděleno na 3 resp. 2 části. Ty pak byly v roce 1623 povýšeny na knížectví. Obě tyto části se v roce 1850 staly součástí Pruska jako provincie Hohenzollernsko. Po druhé světové válce v roce 1945 se stalo součástí země Württembersko-Hohenzollernsko a ta se stala v roce 1952 součástí spolkové země Bádensko-Württembersko. Po většinu jeho existence mu vládli Hohenzollernové tj. do roku 1850 resp. 1918.

## Dějiny

### Zollernské a Hohenzollernské hrabství (1052–1576)
Hohenzollersko bylo vytvořeno okolo roku 1025 jako hrabství pod vládou Hohenzollernů, ještě pod původním názvem Zollernsko. Stejně tak i rod vládnoucí tomuto malému státečku se jmenoval stejně tj. Zolernové. Nepopíratelně je držení hrabství doloženo od roku 1110, v držení (Hohen)Zollernů. Název země je odvozen od hradu Hohenzollern. Hrabství Hohenzollern bylo po celou existenci součástí Svaté říše římské.

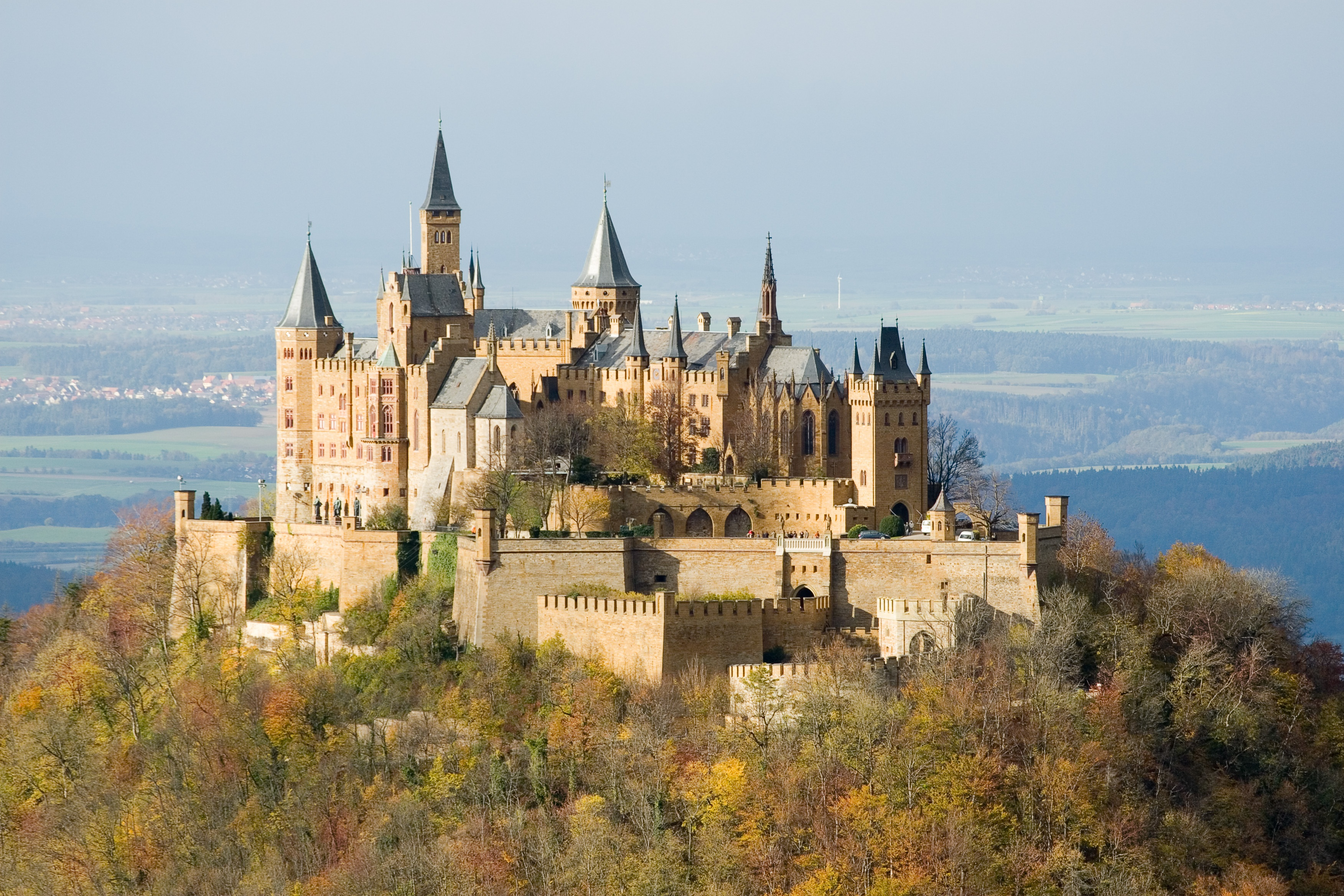
Hrad Hohenzollern

Fridrich III. hrabě ze Zollernu byl věrný sluha římský císařů Fridricha Barbarossy a Jindřicha VI. V roce 1185 se oženil se Sofií Raabs, dcerou Conráda II., purkrabího Norimberského. A právě po smrti Konráda II., který zemřel bez mužských dědiců, Fridrich III. získal jako muž dědičky purkrabství Norimberské, a stal se purkrabím Fridrichem I. Norimbersko-Zollernským. Od té doby se příjmení změnilo na Hohenzollern stejně jako jméno země odkud rod pocházel. Syny Fridricha III. se rod rozdělil do dvou větví a to mladší katolické švábské a starší protestantské franské.
Po Fridrichově smrti, si jeho synové rozdělili panství mezi sebou:
- Mladší bratr Fridrich IV. obdržel hrabství Zollern a purkrabství Norimberské v roce 1200 po otci, čímž se stal zakladatelem švábské větve rodu. Švábská větev zůstala katolická.

- Starší bratr Konrád III., paradoxně dostal purkrabství Norimberské až od svého mladšího bratra v roce 1218, čímž se stal zakladatelem franské větve rodu.

Znak hrabat zollernských

Švábská (mladší) větev tedy vládla hrabství Hohenzollernskému a na rozdíl od franské větve patřila spíš k nevýznamným říšským rodům a nerozšířila svou moc dále. Zakladatelem švábské linie se stal Fridrich II. Norimberský, jenž obdržel hrabství Zollern a purkrabství Norimberské v roce 1200 po otci, čímž se stal zakladatelem švábské větve rodu, purkrabství Norimberské však v roce 1218 daroval staršímu bratrovi Konrádovi III., jenž se stal zakladatelem franské linie rodu. Franská větev přibližně v 16. století konvertovala k protestantství resp. luteránství. Švábská větev na rozdíl od franské zůstala katolická.
V roce 1575 bylo hrabství Hohenzollern rozděleno mezi syny Karla I. Viz další kapitola.

#### Hrabata zollernští (1061–1204), později hohenzollernští (1204–1576)
- Burkhard I. – 1061–1125
- Fridrich I. – 1125–1142, syn Burkharda
- Fridrich II. – 1142–1171, syn Fridricha I.
- Fridrich III. – 1171–1200, syn Fridricha II., byl také purkrabím norimberským
- Fridrich IV. – (1204–1251/1255), také norimberský purkrabí jako Fridrich II.
- Fridrich V. – (1251/1255–1289), také norimberský purkrabí jako Fridrich III.
- Fridrich VI. – (1289–1298), také braniborský kurfiřt jako Fridrich I.
- Fridrich VII. – (1298–1309), také braniborský kurfiřt jako Fridrich II.
- Fridrich VIII. – (1309–1333)
- Fridrich IX. – (1333–1377)
- Fridrich XI. – (1377–1401)
- Fridrich XII. – (1401–1426)
- Eitel Fridrich I. – (1426–1439)
- Jošt Mikuláš I. – (1439–1488)
- Eitel Fridrich II. – (1488–1512)
- Eitel Fridrich III. – (1512–1525)
- Karel I. – (1525–1575)

### Rozdělené Hohenzollernsko
V letech 1575–1576 bylo hrabství Hohenzollern rozděleno mezi syny Karla I. a to na hrabství Hohenzollern-Hechingen a Hohenzollern-Sigmaringen, jenž oboje získaly allodiální práva. O rok později přibylo i hrabství Hohenzollern-Haigerloch (pro nejmladšího syna) avšak již bez allodiálních práv. Na opětovné spojení si Hohenzollernsko muselo počkat až do roku 1850 pod vládou Pruska.

#### Hrabství Hohenzollern-Haigerloch (1576–1767)
Hrabství Hohenzollern-Haigerloch bylo zřízeno v roce 1576 pro nejmladšího syna Kryštofa Hohenzollern-Haigerlochského, ale bez allodiálních práv jako nejmenší část původního hrabství. Po smrti hraběte Františka Kryštofa Antonína v roce 1767 bylo hrabství Hohenzollern-Haigerloch definitivně absorbováno knížectvím Hohenzollern-Sigmaringen.

#### Hrabata Hohenzollernu-Haigerlochu
- Kryštof Hohenzollern-Haigerlochský – (1576–1601)
- Jan Kryštof Hohenzollern-Haigerlochský – (1601–1623)
- Jan Hohenzollern-Haigerlochský – (1601–1630)
- V letech 1630-1681 – bylo součástí knížectví Hohenzollern-Sigmaringen
- František Antonín Hohenzollern-Haigerlochský – (1681–1702)
- Ferdinand Antonín Hohenzollern-Haigerlochský – (1702–1750)
- František Kryštof Antonín Hohenzollern-Haigerlochský – (1750–1767)

#### Hrabství (1575–1623) a později knížectví Hohenzollern-Hechingen (1623-1850)
Hrabství Hohenzollern-Haigerloch bylo zřízeno v roce 1575 pro nejstaršího syna Eitela Fridricha I., jako říšské léno s allodiálnímy právy.
- Eitel Fridrich I. – (1576–1605)
- Jan Jiří Hohenzollern-Hechingenský – (1605–1623)

V roce 1623 bylo stávající hrabství povýšeno na knížectví. V roce 1815 se stalo nezávislým členem Německého spolku.
- Eitel Fridrich II. – (1623–1661)
- Filip Kryštof Fridrich – (1661–1671)
- Fridrich Vilém Hohenzollern-Hechingenský – (1671–1735)
- Fridrich Ludvík Hohenzollern-Hechingenský – (1735–1750)
- Josef Fridrich Vilém – (1750–1798)
- Heřman Hohenzollern-Hechingenský – (1798–1810)
- Fridrich – (1810–1838)
- Konstantin – (1838–1850), vymřela jím linie Hohenzollern-Hechingen

V roce 1850 prodal bezdětný kníže Konstantin, své knížectví Hohenzollern-Hechingen francké větvi rodu, v tom samém roce udělal toto i kníže Hohenzollern-Sigmaringenu Karel Antonín a obě knížectví byla sjednocena do země Hohenzollernsko. Titul knížete však švábské větvi zůstal. Dědický nárok však připadl po smrti knížete Konstantina v roce 1869 linii Hohenzollern-Sigmaringen.

### Hrabství (1576–1623) a později knížectví Hohenzollern-Sigmaringen (1623–1850)
Hrabství Hohenzollernsko-Sigmaringen bylo zřízeno v roce 1575 pro prostředního syna Karla II., jako říšské léno s allodiálnímy právy.
- Karel II. – (1576–1606)
- Jan – (1606–1623)

V roce 1623 bylo stávající hrabství povýšeno na knížectví. V roce 1815 se stalo nezávislým členem Německého spolku.
- Meinrad I. – (1638–1681)
- Maxmilián – (1681–1689)
- Meinrad II. – (1689–1715)
- Josef František Ernst – (1715–1769)
- Karel Fridrich – (1769–1785)
- Antonín Alois – (1785–1831)
- Karel III. – (1831–1848)
- Karel Antonín – (1848–1850), prodal knížectví Prusku

V roce 1850 stejně jako Hohenzollern-Hechingenský kníže Konstantin, tak i Hohenzollern-Sigmaringenský kníže Karel Antonín prodal své knížectví franské větvi, jež obě knížectví (Hechigen a Sigmaringen) spojila do země Hohenzollernsko a začlenila do Pruska. Titul knížete však švábské větvi zůstal.

### Provincie Hohenzollernsko

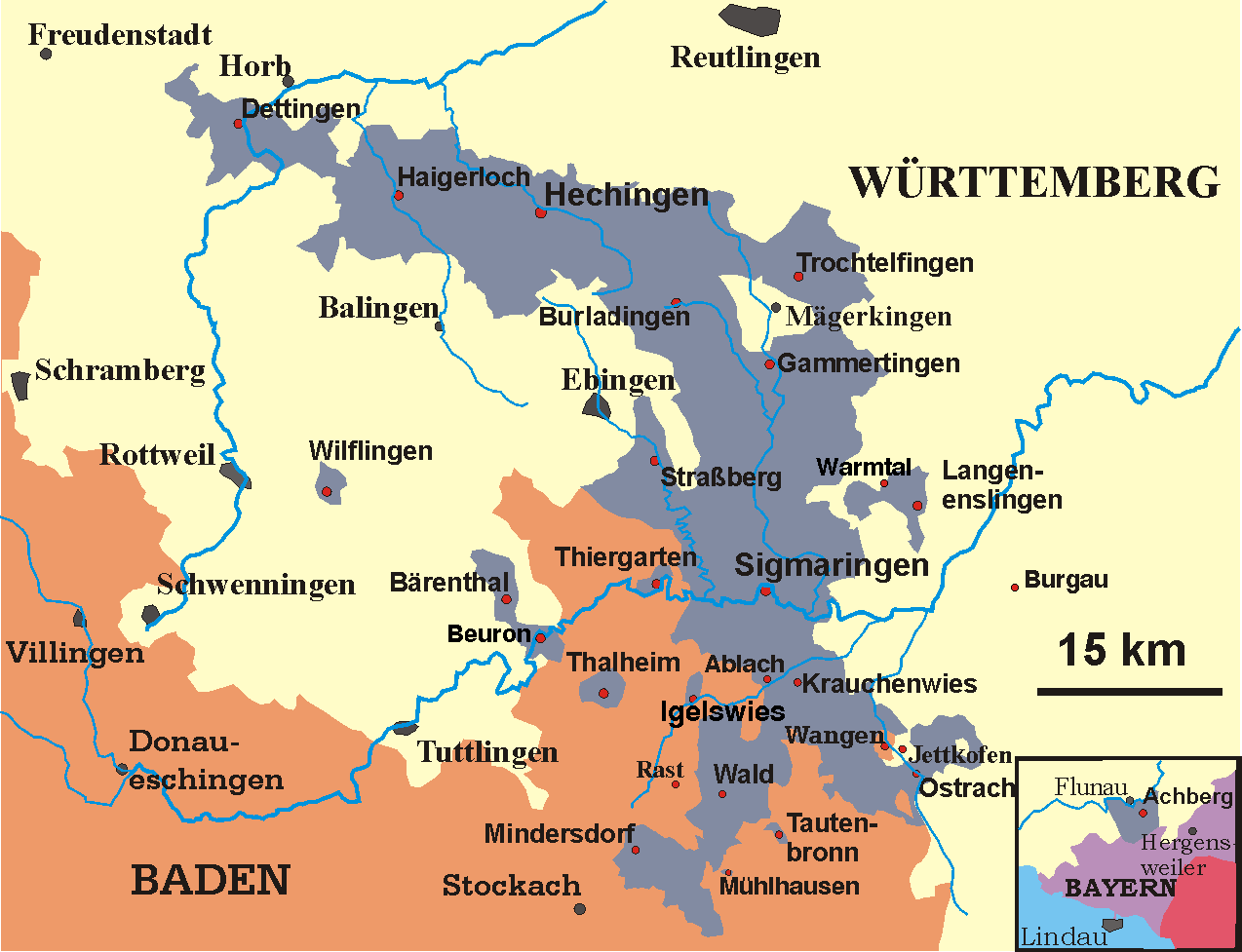
Mapa jednotného Hohenzollernska v roce 1930

Provincie Hohenzollernsko, oficiálně Hohenzollernská země (Hohenzollernsche Lande) bylo vytvořeno 7. prosince 1849, kdy odstoupili v obou hohenzollernských knížectvích oba vládcové z místní větve hohenzollernské dynastie, a tak připadlo Hohenzollernsko Prusku, v jehož rámci bylo 12. března 1850 začleněno jako vládní obvod Sigmaringen do Porýní. Později se Hohenzollernsko často označovalo jako Hohenzollernské země a přestože náleželo formálně k Porýní, mělo vlastní sněm. A jako součást Pruska zůstalo až do roku 1945 (s výjimkou let nacisté diktatury, kdy neexistovalo vůbec), kdy se stalo součástí spojenci utvořené země Württembersko-Hohenzollernsko.
Württembersko-Hohenzollernsko se v roce 1952 stalo součástí nové spolkové země Bádensko-Württembersko na základě výsledků referenda v těchto dosavadních zemích. Hohenzollernsko je její součástí dodnes, ale netvoří žádnou administrativní jednotku. Po regionální reformě hranic v roce 1973 bylo Hohenzolernsko úplně vymazáno z administrativní mapy Německa, jelikož zbylé části byly rozděleny mezi zemské okresy Sigmaringen a Zollernalb.